# Éjaculation

Anatomie de l'éjaculation du pénis humain (avec légende en anglais).

L'éjaculation est l'expulsion d'un liquide biologique, à l'approche ou au moment de l'orgasme lors d'un rapport sexuel, d'une masturbation, ou de pollutions nocturnes physiologiques (rêves érotiques). Chez l'homme, l'éjaculat est constitué de sperme et de liquide séminal, alors que chez la femme, il s'agit du fluide sécrété par les glandes de Skene.

## Espèce humaine

### Chez l'homme

#### Physiologie
L'éjaculation est l'expulsion du sperme, le plus souvent accompagnant l’orgasme. Chez l'homme, elle s'accomplit en deux phases :
- l'émission : dans un premier temps, les canaux déférents, les vésicules séminales et la prostate se contractent en expulsant le sperme vers la base de l'urètre[1], ce qui provoque une tension de cette région. Cette étape est ressentie par l'homme comme un point de non-retour. L'éjaculation va se produire et on parle alors de « point d'inévitabilité éjaculatoire »[2],[3].
- l'expulsion du sperme : un muscle situé autour de la base de la verge et de l'anus, appelé muscle pubococcygien du périnée, se contracte par saccades[1] ; le sperme est expulsé par le méat urétral.

L'éjaculat est composé de quatre fractions :
- La première fraction (pré-éjaculatoire) provient des glandes bulbo-urétrales (glandes de Cowper). Elle ne contient pas de spermatozoïdes et est une fraction muqueuse.
- La deuxième fraction provient de la prostate et est fluide. Ne contient presque pas de sperme, et représente entre 13 % et 33 % du liquide éjaculatoire total. C'est une fraction au pH acide due à la phosphatase acide et de l'acide citrique.
- La troisième fraction provient de l'épididyme et du canal déférent. Il est de consistance liquide et gélatineuse. C'est la fraction la plus riche en spermatozoïdes.
- La quatrième fraction (terminale) contient des spermatozoïdes, mais la plupart d'entre eux sont sans mobilité. Elle provient des vésicules séminales. C'est la plus abondante en volume : elle représente entre 50 et 80 % du total. Le pH est alcalin et la teneur riche en fructose.

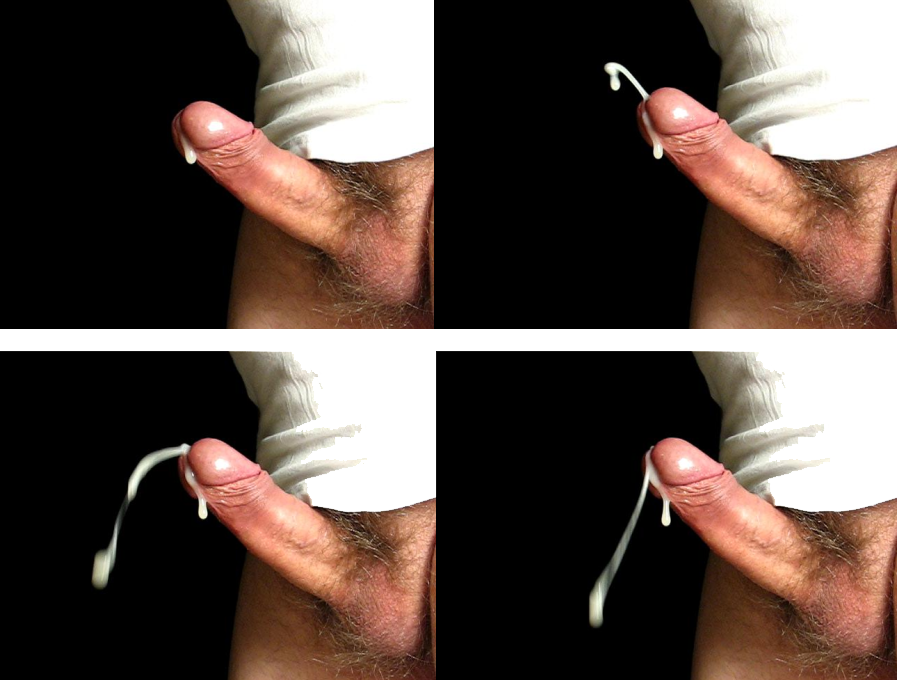
Séquence d'images de l'éjaculation d'un pénis humain.

Le sperme est habituellement expulsé de l'urètre avec une vitesse importante (environ 45 km/h pour le premier jet), avec un impact qui peut être comparé à celui d'une goutte de pluie. Lors du coït, ce mécanisme physiologique permet de déposer le sperme au plus profond du vagin de la femme.
Le volume normal d'une éjaculation est compris entre 2 et 6 mL. Pour un ordre d'idée, la contenance admise d'une cuillère à café est de 5 mL. Au-delà de 6 mL, on parle d'hyperspermie, en dessous de 2 mL, on parle d'hypospermie.
En général, le pénis perd son érection après l'éjaculation. Un besoin de miction peut également être ressenti dans les instants qui suivent l'éjaculation. Cette miction permet, au passage de l'urine, de débarrasser l'urètre des résidus de sperme.
Lors de la puberté, les premiers orgasmes, nocturnes (accompagnant parfois un rêve érotique) ou faisant suite à la masturbation, peuvent avoir lieu sans émission de sperme, sa production n'étant pas encore fonctionnelle.
En dehors d'une stimulation sexuelle active, l'éjaculation peut se produire pendant le sommeil ; on appelle ce phénomène « émission nocturne » ou « pollution nocturne ». Ces éjaculations peuvent se produire à partir de l'adolescence. Elles sont considérées comme normales. L'éjaculation nocturne correspond souvent à un rêve érotique. L'érection nocturne ou avant le réveil est due à l'activité du nerf vagal (nervus vagus) mais n’a aucun lien avec la pollution nocturne.
L'éjaculation est généralement concomitante à l'orgasme. Cependant, les deux ne sont pas liés. L'un est la conséquence naturelle de l'autre. On peut éjaculer sans orgasme (c’est souvent le cas des éjaculations précoces) et il est aussi possible d'avoir des orgasmes sans éjaculer en contractant fortement son muscle pubococcygien au moment où l'on sent venir le point de non-retour. Déjà enseigné dans certains écrits tantriques et taoïstes, cet apprentissage permet à l'homme de ne pas perdre son érection après un premier orgasme sans éjaculation (on parle d'injaculation, d'étreinte réservée, d'« orgasme sec » ou encore de « coup sec ») et de devenir multi-orgasmique.

#### Éjaculation précoce
L’éjaculation précoce (ou éjaculation prématurée) est un trouble sexuel durant lequel un homme éjacule trop tôt sans contrôle volontaire possible. Il n’existe pas de définition universelle, notamment sur le temps minimal que devrait durer la pénétration lors d’une relation sexuelle, mais il peut sembler important que l’homme puisse contrôler le moment de son orgasme afin que la sexualité soit vécue comme épanouie. Il est question d’éjaculation précoce lorsque l’éjaculation survient avant que l’un ou l’autre des partenaires ne le souhaite.

#### Éjaculation rétrograde
Chez certains hommes, l'absence d'émission de sperme lors de l'orgasme a pour origine une anomalie anatomique. L'éjaculation est alors redirigée partiellement ou en totalité vers la vessie. Cette éventuelle cause de stérilité peut être palliée par une opération chirurgicale ou par prélèvement et insémination artificielle.
L'éjaculation rétrograde peut survenir lors d'une injaculation mal menée (pression insuffisante sur le muscle...). Elle est alors sans conséquence sur la santé. Cependant, l'injaculation ne doit pas être réalisée à des fins contraceptives étant donné le risque très élevé de faibles émissions résiduelles mais suffisantes à la fécondation.
L'ablation chirurgicale d'un adénome de la prostate a souvent pour effet secondaire l'éjaculation rétrograde.

#### Éjaculation asthénique
Contrairement à l'éjaculation rétrograde, c'est la phase d'expulsion du sperme qui est affectée. Au moment de l'orgasme, l'éjaculat s'écoule faiblement du pénis (éjaculation « baveuse ») et non sous forme caractéristique de jets vifs et répétés. Des causes passagères (éjaculations trop rapprochées, prise de certains traitements) ou congénitales (malformation de l'urètre, bas niveau de testostérone, faiblesse du muscle du plancher pelvien, etc.) peuvent entrainer l'incapacité à des projections plus ou moins puissantes de sperme.

#### Éjaculation retardée liée à la masturbation
Certains hommes éprouvent des difficultés à éjaculer lors d'activités autres que la masturbation personnelle. Ce phénomène s'interprète parfois comme un conditionnement du pénis aux habitudes de masturbation régulière. Le trouble peut généralement se corriger par un travail psychologique s'il est ressenti comme tel et ne se double pas de problèmes physiques tierces. Les anglophones parlent parfois de death grip syndrom.

#### Éjaculation des acteurs pornographiques
Dans le milieu de la pornographie, la prise de produits dopants est courante pour obtenir des érections de plusieurs heures consécutives, ainsi que des éjaculations fréquentes, abondantes en sperme, et souvent « sur commande » du réalisateur aux moments précis prévus par le scénario, lorsque les conditions d'éclairage et de positionnement des caméras sont satisfaites.

### Chez la femme
On peut aussi parler d'éjaculation chez certaines femmes, qui libèrent aussi en jet souvent lors de l'orgasme un liquide sécrété par les glandes de Skene situées en dessous de l'urètre. En général, cette expulsion est liée à une stimulation des glandes de Skene. Lorsque cette éjaculation est abondante, l'expression « femme fontaine » est parfois utilisée ; elle a été donnée pour la première fois par une psychanalyste française.
Ce phénomène d'éjaculation très variable peut aller de la simple goutte imperceptible à la libération d'importantes quantités de liquide (parfois supérieures à 1⁄2 litre, en plusieurs fois…[réf. nécessaire]). Souvent, les témoignages[réf. nécessaire] révèlent qu’un couple peut passer des années sans que se produise ce phénomène. Les études sexologiques[réf. nécessaire] souvent liées aux études sur le point G[réf. nécessaire] montrent que la plupart des femmes peuvent (au moins potentiellement) éjaculer. Il semblerait[réf. nécessaire] aussi qu'il soit plus facile d'éjaculer à l'approche des menstruations (hypersensibilité), pendant une grossesse, lorsque les partenaires sont en totale confiance et/ou lorsque la femme est totalement détendue et relaxée[réf. nécessaire]. Par manque d’habitude, les femmes ont souvent du mal à dissocier l'envie d'éjaculer de l'envie d'uriner. En fait, le liquide sécrété n'est en rien de l'urine, mais se rapproche par sa composition du liquide séminal masculin. L'éjaculat féminin se distingue de l'urine par ses concentrations en créatinine et en urée. Le liquide contient également de l'antigène spécifique de la prostate (PSA) et pourrait avoir des propriétés antibactériennes qui servent à protéger l'urètre. La plupart du temps, la couleur est translucide et la texture liquide. Certaines femmes ont cependant un éjaculat qui peut être plus ou moins visqueux, il se teinte alors parfois d’une couleur blanche[réf. nécessaire]. Parfois, le liquide éjaculé se mélange à la cyprine (lubrifiant sécrété par les glandes de Bartholin près du vagin) et peut occasionnellement provoquer des troubles passagers de la sensation de pénétration[réf. nécessaire]. Si la fonction spécifique de l'éjaculation féminine reste un sujet de débat, il existe suffisamment de preuves pour étayer l'existence du phénomène.

## Autres animaux

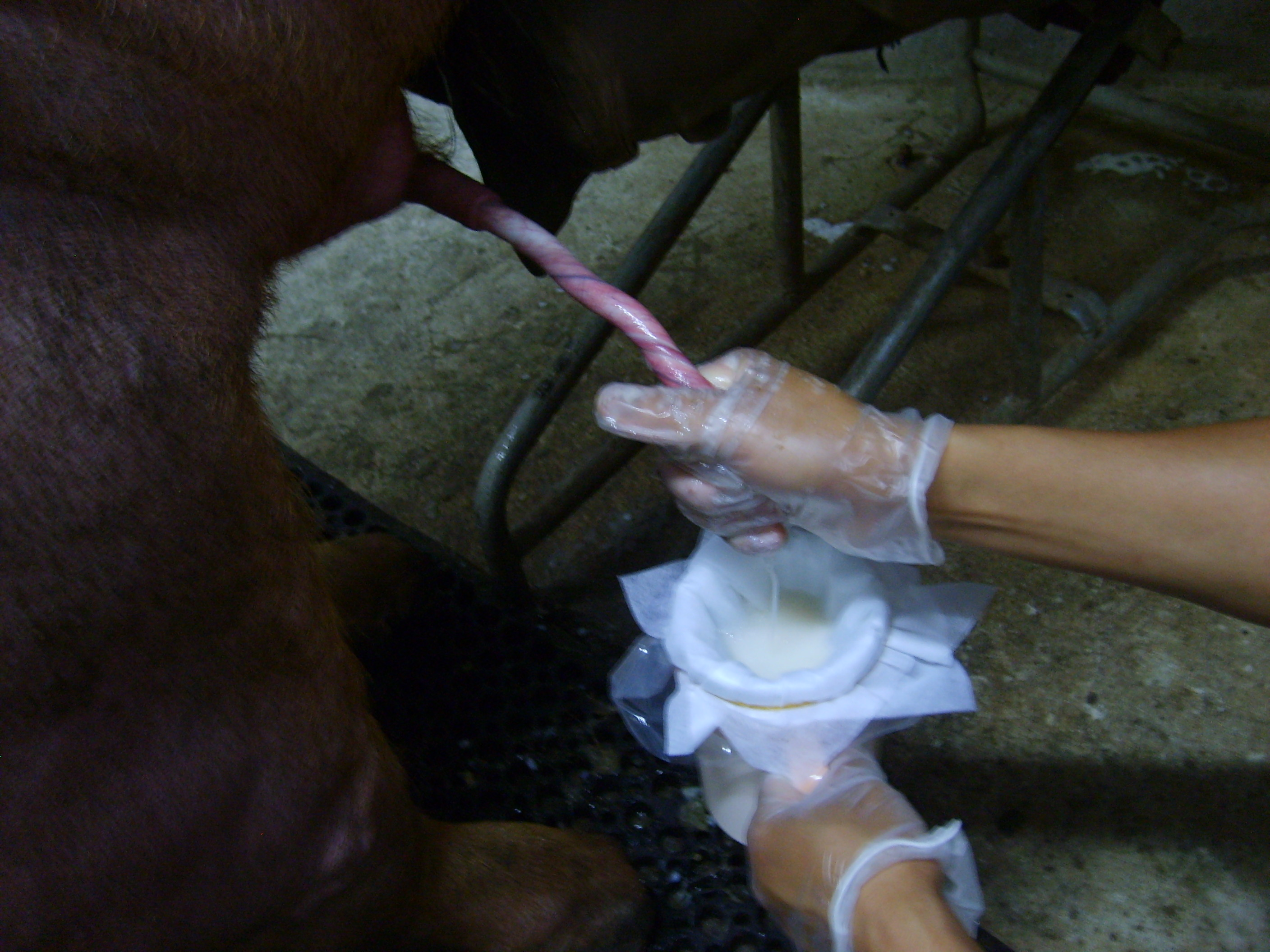
Collecte du sperme d'un verrat.

Chez le cheval, l'éjaculation dure entre 20 et 60 secondes. 
Chez le porc, le volume d'éjaculation est compris entre 200 et 400 ml. L'accouplement est divisé en trois phases : lors de la première phase, la fraction d'éjaculation du porc est principalement composée de liquide sécrété par les glandes sexuelles accessoires, lors de la deuxième phase l'éjaculat est riche en spermatozoïdes mais pauvre en spermatozoïdes lors de la troisième phase. L'éjaculation se fait directement dans l'utérus de la truie et le cervix est scellé par un bouchon gélatineux.

## Neuroanatomie
Du point de vue neuroanatomique ou de la neuroanatomie fonctionnelle, l'émission de sperme est un phénomène réflexe dont le contrôle est assuré par des centres nerveux situés dans la moelle spinale ; L'éjaculation est l'une des composantes des comportements sexuels humains les plus renforcées, mais les substrats neuraux et les signaux nerveux contrôlant l'éjaculation sont encore imparfaitement compris en particulier concernant le rôle du cerveau. On a récemment identifié une population spécifique de neurones de la moelle spinale et une voie spinothalamique qui pourrait jouer un rôle important en relayant des signaux spécifiques à l'éjaculation.
Les organes et structures anatomiques impliquées dans l'éjaculation sont contrôlés par plusieurs centres nerveux, mobilisant à la fois l'innervation sympathique et le système nerveux parasympathique : le centre sympathique dorsolombaire situé dans la moelle spinale entre les vertèbres T10 et L2) et les centres cérébrospinaux sacrés (réflexe spinal). 
Les « fibres efférentes » sont des fibres nerveuses du système nerveux sympathique passant par le plexus hypogastrique. L'expulsion de l'éjaculat s’effectue via l'urètre par contraction de la musculature somatique, innervée par un nerf autrefois dénommé nerf honteux.
Chez les mammifères, dont l'Homme, les mécanismes parasympathiques cholinergiques contrôlent la sécrétion des « glandes sexuelles accessoires » (prostate notamment) alors que des mécanismes sympathiques adrénergiques contrôlent la contraction des muscles lisses du tractus séminal et du col vésical.
Les contractions des muscles striés pelvi-périnéaux sont eux commandés par des efférences somatomotrices émergeant de la moelle spinale sacrée chez l'homme (mais lombosacrée chez le rat), en empruntant le nerf pudendal. 
Les différentes phases de la réponse éjaculatoire réflexe dépendent des étages spinaux thoracolombaires et lombosacrés (ce qui explique que l'éjaculation peut persister après section médullaire complète chez l'homme et l'animal, en réponse à une stimulation du nerf pudental). On a récemment découvert chez le rat un ensemble de neurones chargés de coordonner et synchroniser les groupes de nerfs impliqués (« neurones LSt », situés dans le segment médullaire lombaire et liés à une aire du thalamus qui est le noyau parvo-cellulaire subparafasciculaire (ou SPFp, qui « occupe une position charnière dans le réseau cérébral de l'éjaculation »), et formant un « générateur spinal de l'éjaculation » ou GSE, qui s'il est lésé chez le rat permet la copulation avec intromission, mais empêche toute éjaculation selon Truitt et Coolen 2002 . 
Une « modulation cérébrale » existe également et une activation de zones particulières du cerveau peut être visualisée durant l'éjaculation.